# Дорский сельсовет
Дорский сельсовет (белор. Дорскі сельсавет) — административная единица на территории Воложинского района Минской области Республики Беларусь. Административный центр — агрогородок Доры.

## История
18 декабря 2009 года в состав Дорского сельсовета включены населённые пункты упразднённого Сугвоздовского сельсовета — Адамполье, Александрово, Батурки, Билути, Будровщина, Бярево, Домановщина, Есьманы, Захажево, Комаровка, Клеримонты, Лесники, Лосокино, Лужаны, Межейки, Новосады, Поликсовщина, Родевщина, Седлище, Сугвозды, Тябуты.
28 июня 2013 года в состав Дорского сельсовета включена часть населённых пунктов упразднённого Яршевичского сельсовета (Анулино, Бакшты, Вербовцы, Глеи, Дворец, Довгули, Есьмановцы, Кудевцы, Можулево, Новоселки Есьмановские, Сазоновщина, Сороки, Ядейки).
Часть территории Дорского сельсовета, в том числе деревня Родевщина, включены в состав Воложинского сельсовета.

## Состав
Дорский сельсовет включает 44 населённых пункта:
- Адамполье — деревня.
- Александрово — деревня.
- Анулино — деревня.
- Бакшты — деревня.
- Батурки — деревня.
- Билути — деревня.
- Будровщина — деревня.
- Бярево — деревня.
- Вербовцы — деревня.
- Глеи — деревня.
- Дворец — деревня.
- Довгули — деревня.
- Домановщина — деревня.
- Доры — агрогородок.
- Дубовцы — деревня.
- Есьмановцы — деревня.
- Есьманы — деревня.
- Запрудье — деревня.
- Заречье — деревня.
- Захажево — деревня.
- Клеримонты — деревня.
- Комаровка — деревня.
- Кудевцы — деревня.
- Лесники — деревня.
- Лосокино — деревня.
- Лужаны — деревня.
- Межейки — деревня.
- Можулево — деревня.
- Мокричевщина — деревня.
- Нелюбы — деревня.
- Новосады — деревня.
- Новоселки Есьмановские — деревня.
- Поликсовщина — деревня.
- Романовщина — деревня.
- Сазоновщина — деревня.
- Седлище — деревня.
- Слобода — деревня.
- Сороки — деревня.
- Среднее Село — деревня.
- Сугвозды — агрогородок.
- Сульжицы — деревня.
- Тябуты — деревня.
- Шараи — деревня.
- Ядейки — деревня.

Исключённые / упразднённые населённые пункты:
- Родевщина — деревня.

## Производственная сфера
- СПК «Дорский»

## Социально-культурная сфера
- Средняя школа-сад, Дорская школа искусств, сельская библиотека, Дорский сельский Дом культуры, фельдшерско-акушерский пункт

## Памятные места
В центре агрогородка Доры расположен мемориальный комплекс «Погибших ждут вечно».